# Global FC
Global FC, celým názvem Global Football Club, je filipínský fotbalový klub založený roku 2000 ve městě Tacloban na ostrově Leyte. V sezóně 2016 hraje nejvyšší filipínskou ligu United Football League – Division 1. Klubové barvy jsou žlutá a modrá. Klub nemá domácí hřiště, hraje na neutrální půdě, např. na Rizal Memorial Stadium v Manile nebo na McKinley Hill Football Field (Emperador Stadium) ve městě Taguig s kapacitou 4 500 míst.

## Úspěchy
- United Football League – 2× vítěz (2012, 2014)[2]